# Andrea Giuseppe Croce
Andrea Giuseppe Croce, noto anche con lo pseudonimo di Beppe (Genova, 11 dicembre 1914 – Portofino, 16 settembre 1986), è stato un marinaio e velista italiano.

## Biografia
Nacque a Genova nel 1914 da una famiglia benestante, appassionandosi presto all'ambiente marinaresco della città. Fu cresciuto dal nonno Beppe, dopo che suo padre Luigi era morto nel 1918 per una malattia contratta mentre prestava servizio come ufficiale dell'esercito a Trieste durante la prima guerra mondiale. Il nonno materno, invece, Emilio Borzino, fu presidente del Partito Liberale Italiano fino al 1927.
Durante la seconda guerra mondiale, Beppe prestò servizio come ufficiale. All'età di venticinquenne, nel 1939 Croce vinse il campionato italiano di classe Star. Dopo l'armistizio del 1943 rimase fedele al re Vittorio Emanuele III. Alla fine del conflitto, e dopo aver assunto nel 1946 (fino al 1980) la presidenza del Lloyd Italico, la compagnia di assicurazioni fondata dal nonno, gareggiò poi nella classe 6 metri alle Olimpiadi estive del 1948. 
Nell'immediato dopoguerra, insieme all'amico René Levainville, presidente del Yacht Club de France, e Franco Gavagnin, nel 1952 Croce fondò la Regata della Giraglia. Nel 1953 si tenne la prima edizione tra Saint Tropez e Genova organizzata dallo Yacht Club Italiano in collaborazione con lo Yacht Club de France, che in seguito avrebbe coinvolto centinaia di velisti e maxi yacht.
Dal 1957 al 1981 fu presidente della Federazione Italiana Vela (FIV) nonchè dello Yacht Club Italiano. Dal 1958 al 1986, inoltre, fu vicepresidente del Comitato Olimpico Nazionale Italiano (CONI). Contribuì all'organizzazione delle Olimpiadi veliche di Napoli del 1960.
Nel 1964 vinse, con Manuela VI, un'edizione della regata della Centomiglia sul lago di Garda, conclusa da sole tre barche su cinquanta per la presenza di condizioni meteorologiche molto avverse. Nel 1969 vinse il campionato italiano di classe 5.50 sul lago di Garda con Manuela VII
Dal 1969 alla sua morte nel 1986, Croce fu presidente della IYRU - Federazione Internazionale della Vela, il primo di nazionalità non britannica.
In questo periodo, Croce ebbe un ruolo chiave anche nell'organizzazione dell'Azzurra America's Cup Challenge del 1982, la prima sfida italiana di Coppa America, finanziata dall'amico Gianni Agnelli, all'epoca ex presidente della Fiat. L'imbarcazione gareggiò con il patrocinio dello Yacht Club Costa Smeralda, fondato da Karim Aga Khan. Insieme ad Agnelli, Croce aveva già visitato il presidente John Fitzgerald Kennedy per convincerlo ad accettare la sfida italiana.
Croce morì a Portofino il 16 settembre del 1986. Dopo la sua morte, si tenne una celebrazione commemorativa presso la Cattedrale di Westminster di Londra. Alla cerimonia parteciparono il principe Filippo, re Costantino II di Grecia, re Olav V di Norvegia e il principe Aga Khan IV.
Durante la sua vita, Croce fu un appassionato collezionista di ritratti di yacht del 1800, che adornavano le pareti della sua casa di Portofino, città in cui era anche proprietario dell'Hotel Splendido. La famiglia ha dato in comodato d'uso al Galata Museo del Mare di Genova più di cento dipinti di tale collezione,, in mostra permanente presso la Galleria Beppe Croce del museo.

## Intitolazioni
In memoria di Beppe Croce, la Federazione Internazionale Vela presenta ogni anno dal 1989 il Beppe Croce Trophy ISAF a un soggetto che abbia dato un significativo contributo volontario allo sport della vela.
Nel 2000 gli viene intitolata la Scuola di Mare Beppe Croce, dello Yacht Club Italiano voluta dal figlio Carlo e aperta a tutti, anche ai non soci dello Yacht Club Italiano, com'era nel disegno del padre.
Nel 7 ottobre 2010 gli è stata intitolata la Galleria del Galata Museo del Mare di Genova.
A Beppe Croce è intitolato anche un battello Nelson 40 del 1984, costruito dai cantieri inglesi Thornycroft, che lo Yacht Club Italiano usa come barca d'appoggio durante le regate che organizza.